# Vialone
Vialone è la frazione orientale del comune di Sant'Alessio con Vialone al cui nome contribuisce.

## Storia
Vialone compare già nell'XI secolo come Vicus Alloni; successivamente fece parte forse del feudo di Sant'Alessio, nell'ambito della Campagna Sottana di Pavia. Nel 1841 il comune fu unito a Sant'Alessio.

## Società

### Evoluzione demografica
- 96 nel 1751[1]